# 283 v.Chr.

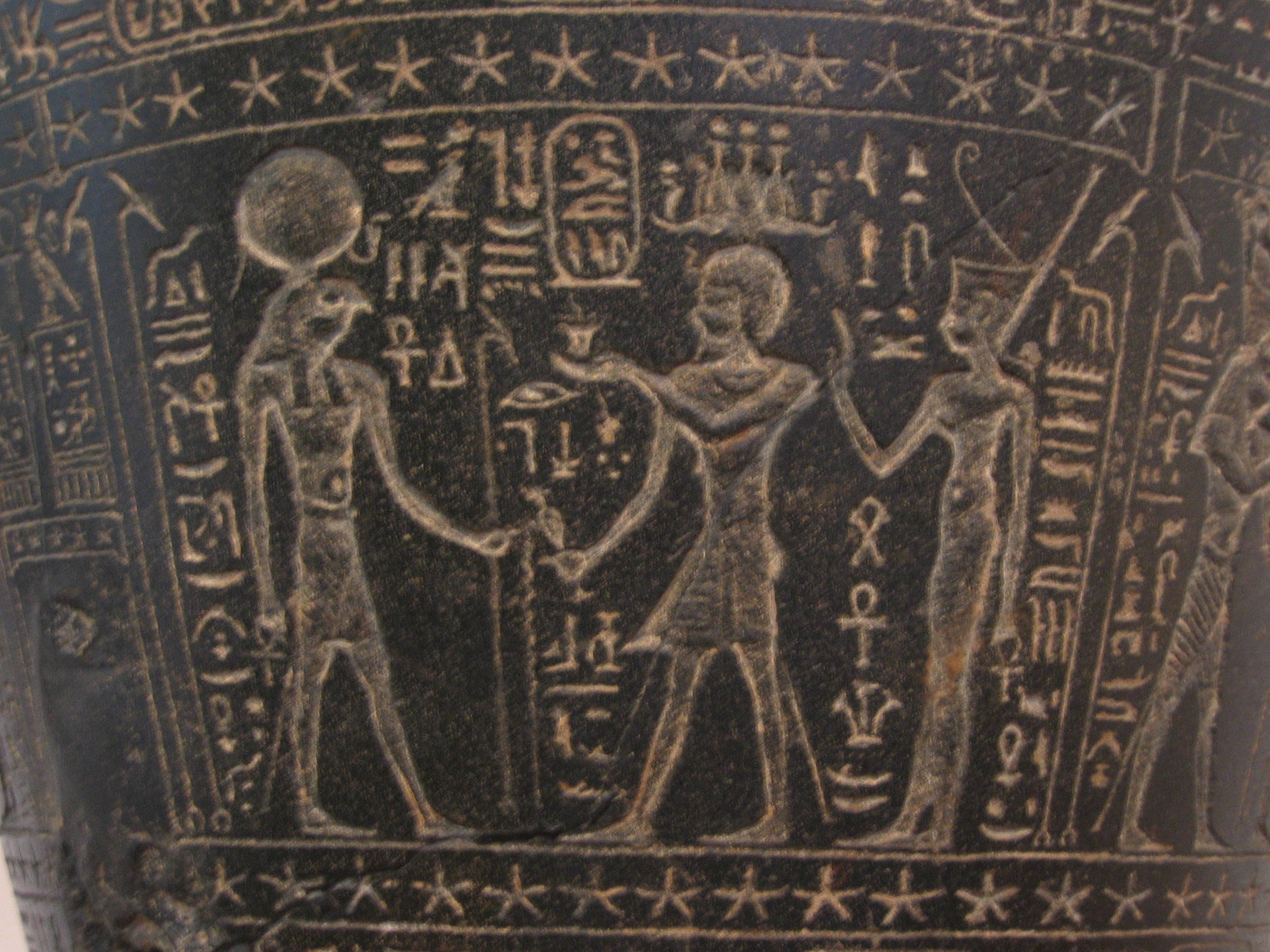
Ptolemaeus II van Egypte

Het jaar 283 v.Chr. is een jaartal in de 3e eeuw v.Chr. volgens de christelijke jaartelling.

## Gebeurtenissen

### Italië
- Publius Cornelius Dolabella en Gnaius Domitius Calvinus Maximus zijn consul in het Imperium Romanum.
- Het Romeinse leger onder bevel van Dolabella verslaat de Etrusken en Senones in de Slag aan het Vadimomeer en verovert Ager Gallicus (Gallië).
- Rome breidt haar heerschappij uit over Noord- en Centraal-Italië, de Galliërs trekken zich terug in de Povlakte.

### Egypte
- Ptolemaeus II Philadelphus (285 - 246 v.Chr.) volgt zijn vader op als tweede farao van de Ptolemaeën.
- De Pharos van Alexandrië wordt voltooid en dient als lichtbaken voor schepen in de Middellandse Zee.

### Klein-Azië
- Attalus Philetaerus (283 - 263 v.Chr.) regeert over het Rijk van Pergamon en laat zijn eigen koninklijke munten slaan.
- Demetrius Poliorcetes overlijdt in gevangenschap in Cilicië en wordt door zijn zoon Antigonus II Gonatas in Korinthe begraven.

## Overleden
- Chanakya (~350 v.Chr. - ~283 v.Chr.), adviseur en eerste minister van het Maurya-rijk (67)
- Demetrius Poliorcetes (~337 v.Chr. - ~283 v.Chr.), koning van Macedonië (54)
- Demetrius van Phalerum (~345 v.Chr. - ~283 v.Chr.), Atheens redenaar en staatsman (62)
- Ptolemaeus I Soter I (~367 v.Chr. - ~283 v.Chr.), Macedonische veldheer en farao van de Egyptische dynastie, de Ptolemaeën (84)